# Kadri Lehtla
Kadri Lehtla (ur. 3 maja 1985 r. w Tallinnie) – estońska biathlonistka, jej największym sukcesem jest 14. miejsce w sztafecie w czasie Mistrzostw Świata w 2009 roku.
Najwyższą pozycję w karierze zajęła w Kontiolahti, gdzie w sezonie 2011/2012 podczas biegu pościgowego zajęła 18. miejsce.

## Osiągnięcia

### Zimowe igrzyska olimpijskie
| Rok  | Miejscowość | Konkurencje | Konkurencje | Konkurencje | Konkurencje | Konkurencje | Konkurencje | Konkurencje |
| Rok  | Miejscowość | IN          | SP          | PU          | MS          | RL          | MR          | SR          |
| ---- | ----------- | ----------- | ----------- | ----------- | ----------- | ----------- | ----------- | ----------- |
| 2010 | Vancouver   | 44.         | 63.         | –           | –           | 17.         | nd.         | nd.         |
| 2014 | Soczi       | 43.         | 68.         | –           | –           | 15.         | 14.         | nd.         |

### Mistrzostwa świata
| Rok  | Miejscowość          | Konkurencje | Konkurencje | Konkurencje | Konkurencje | Konkurencje | Konkurencje | Konkurencje |
| Rok  | Miejscowość          | IN          | SP          | PU          | MS          | RL          | MR          | SR          |
| ---- | -------------------- | ----------- | ----------- | ----------- | ----------- | ----------- | ----------- | ----------- |
| 2008 | Östersund            | 65.         | 20.         | 39.         | –           | 17.         | 11.         | nd.         |
| 2009 | Pyeongchang          | 66.         | 28.         | 42.         | –           | 14.         | 13.         | nd.         |
| 2010 | Chanty-Mansyjsk      | –           | –           | –           | –           | –           | 17.         | nd.         |
| 2011 | Chanty-Mansyjsk      | 57.         | 66.         | –           | –           | 15.         | 14.         | nd.         |
| 2012 | Ruhpolding           | 22.         | 43.         | 53.         | –           | 14.         | 15.         | nd.         |
| 2013 | Nové Město na Moravě | 42.         | 76.         | –           | –           | 20.         | 19.         | nd.         |
| 2015 | Kontiolahti          | 60.         | 43.         | 31.         | –           | 16.         | 19.         | nd.         |
| 2016 | Oslo                 | –           | 74.         | –           | –           | –           | 21.         | nd.         |
| 2017 | Hochfilzen           | 96.         | 93.         | –           | –           | 19.         | 21.         | nd.         |
| 2021 | Pokljuka             | –           | –           | –           | –           | 17.         | –           | –           |

### Puchar Świata
| Sezon     | Miejsce           |
| --------- | ----------------- |
| 2007/2008 | 69.               |
| 2008/2009 | 66.               |
| 2009/2010 | 66.               |
| 2010/2011 | 67.               |
| 2011/2012 | 48.               |
| 2012/2013 | 77.               |
| 2013/2014 | 74.               |
| 2014/2015 | 65.               |
| 2015/2016 | niesklasyfikowana |
| 2016/2017 | niesklasyfikowana |
| 2017/2018 | niesklasyfikowana |
| 2018/2019 | niesklasyfikowana |
| 2019/2020 | niesklasyfikowana |
| 2020/2021 | niesklasyfikowana |
| 2021/2022 | niesklasyfikowana |